# Індійський бігун

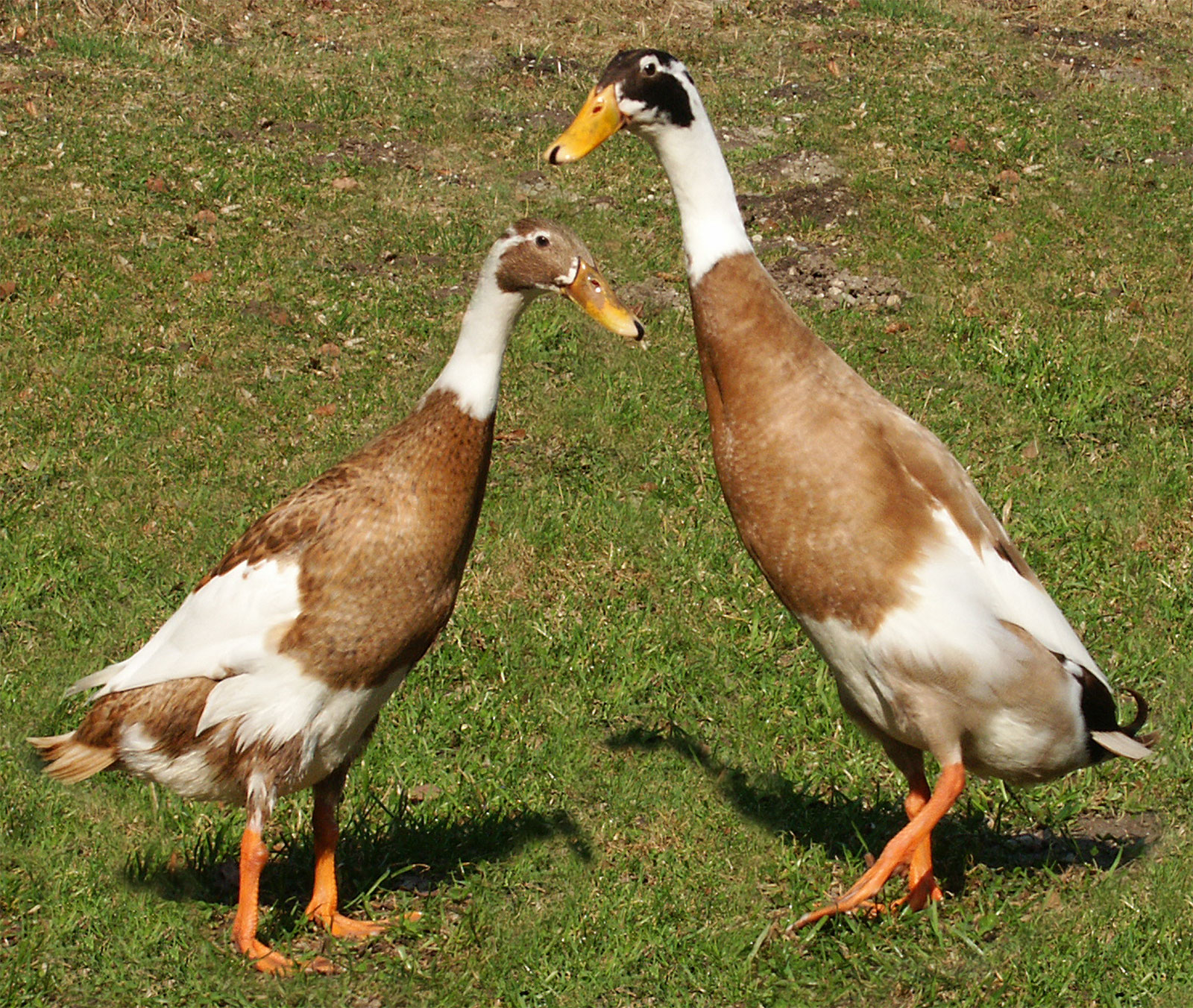

Індійський бігун (Anas platyrhynchos domesticus) — порода уток, якi походят з Південно-Східної Азії. Походить від крижня і належить до групи «легких уток». Відомо 8-10 різновидів селезня.

## історія
Вперше її описали в 1851 році на Малайському півострові (тодішній британській колонії) та на острові Ломбок в Індонезії. Однак утки, мабуть, потрапили до Європи раніше іншим шляхом, оскільки вони зображені на картинах голландських художників 17 століття. Тим більше, що деякі старі селекційні породи європейських уток мають схоже забарвлення.

## Характеристика
Тіло струнке, витягнуте, як пляшка з довгим горлом. Силуетом та поставою нагадує пінгвіна. Має короткі, широко розставлені ніжки, непропорційно довгий дзьоб та рудиментарні крила, які дають можливість вирощувати його на злітно-посадковій смузі без ампутування крил. Відзначається рухливістю.

### Середня вага та довжина тіла
- селезень: 1,7–2 кг, довж тіло 75 см
- утка: 1,5–1,7 кг, довж тіло 50 см[1]

Утка несе від 270 до 280 яєць вагою до 80 грам. Період несучості триває 52 тижні.

## харчування
Порода витривала до несприятливих погодних умов і легко розмножується. Індійські вівсянки харчуються переважно кормами, хоча також поїдають мух, равликів, дощових черв'яків і мiлкую рослинність.

## Виноски
1. ↑  Biegus Indyjski ( ang. Indian Runners., niem. laufenten)